# Interstate 580 (Californie)
Pour les articles homonymes, voir Interstate 580.
L'Interstate 580 (I-580) est une autoroute auxiliaire de près de 76 miles (122 km) dans le nord de la Californie. 
L'autoroute collectrice de l'I-80 débute à la US 101 à San Rafael dans la région de la Baie de San Francisco et se dirige jusqu'à l'I-5 au sud des limites de la ville de Tracy dans la Vallée Centrale. L'autoroute forme un multiplex avec l'I-80 entre Albany et Oakland. L'I-580 offre un lien depuis la Région de la Baie jusqu'au sud de la Vallée de San Joaquin ainsi qu'au sud de la Californie via l'I-5.
Un segment de l'I-580 est appelé la MacArthur Freeway, d'après le Général Douglas MacArthur. D'autres segments sont nommés la John T. Knox Freeway (d'après un représentant de l'Assemblée de Californie), la Eastshore Freeway (d'après son emplacement dans la Baie de San Francisco), la Arthur H. Breed Jr. Freeway (d'après un ancien sénateur de Californie), la William Elton "Brownie" Brown Freeway (d'après un résident de Tracy qui fût essentiel dans la détermination du tracé de l'I-5 à travers la Vallée de San Joaquin), la Sgt. Daniel Sakai Memorial Highway (d'après un résident de Castro Valley et officier SWAT tué en 2009 dans une tuerie) ainsi que la John P. Miller Memorial Highway (d'après un agent de police de la California Highway Patrol tué lors d'une poursuite automobile.

## Description du tracé

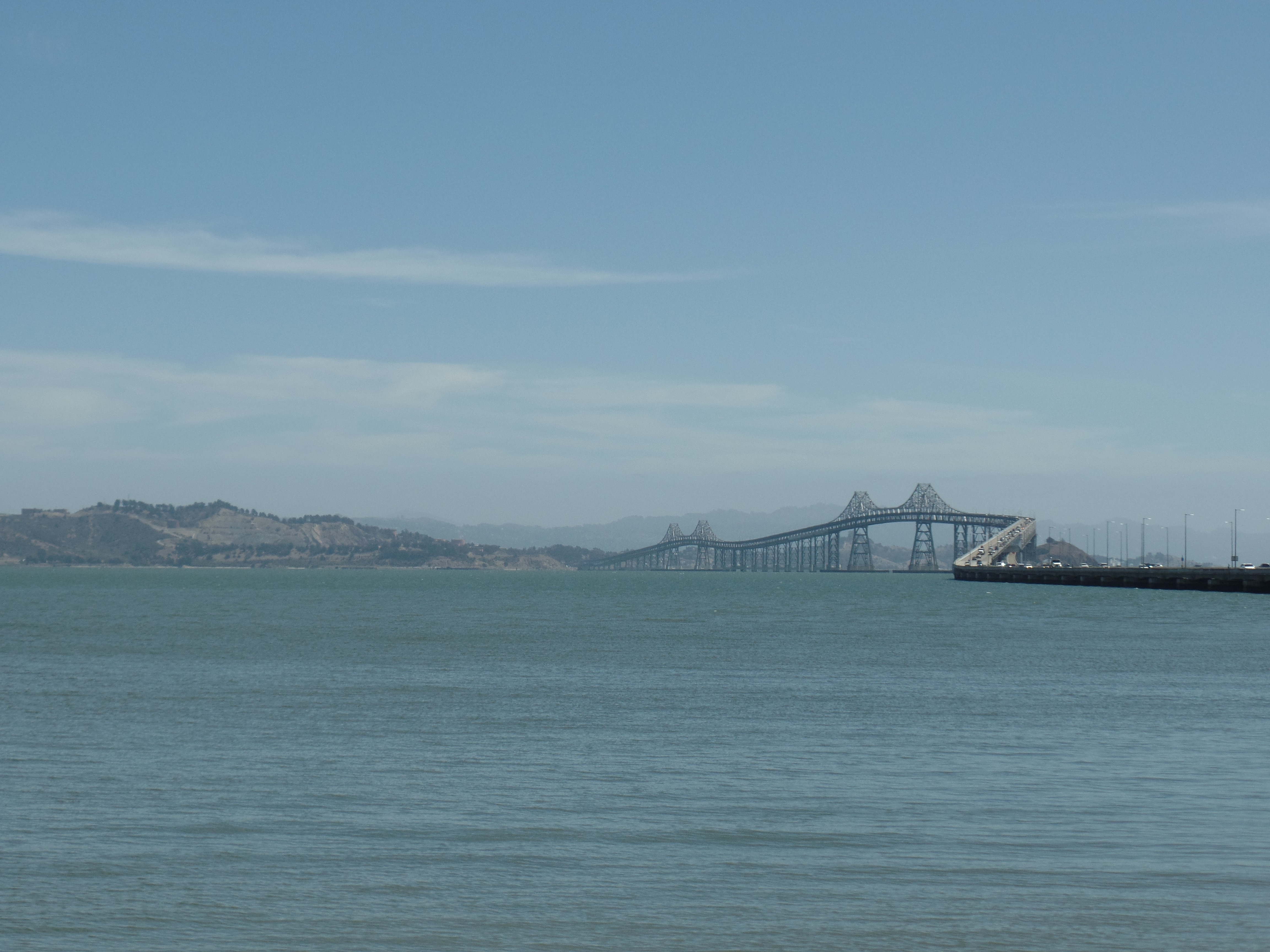
Sur le Pont Richmond–San Rafael.

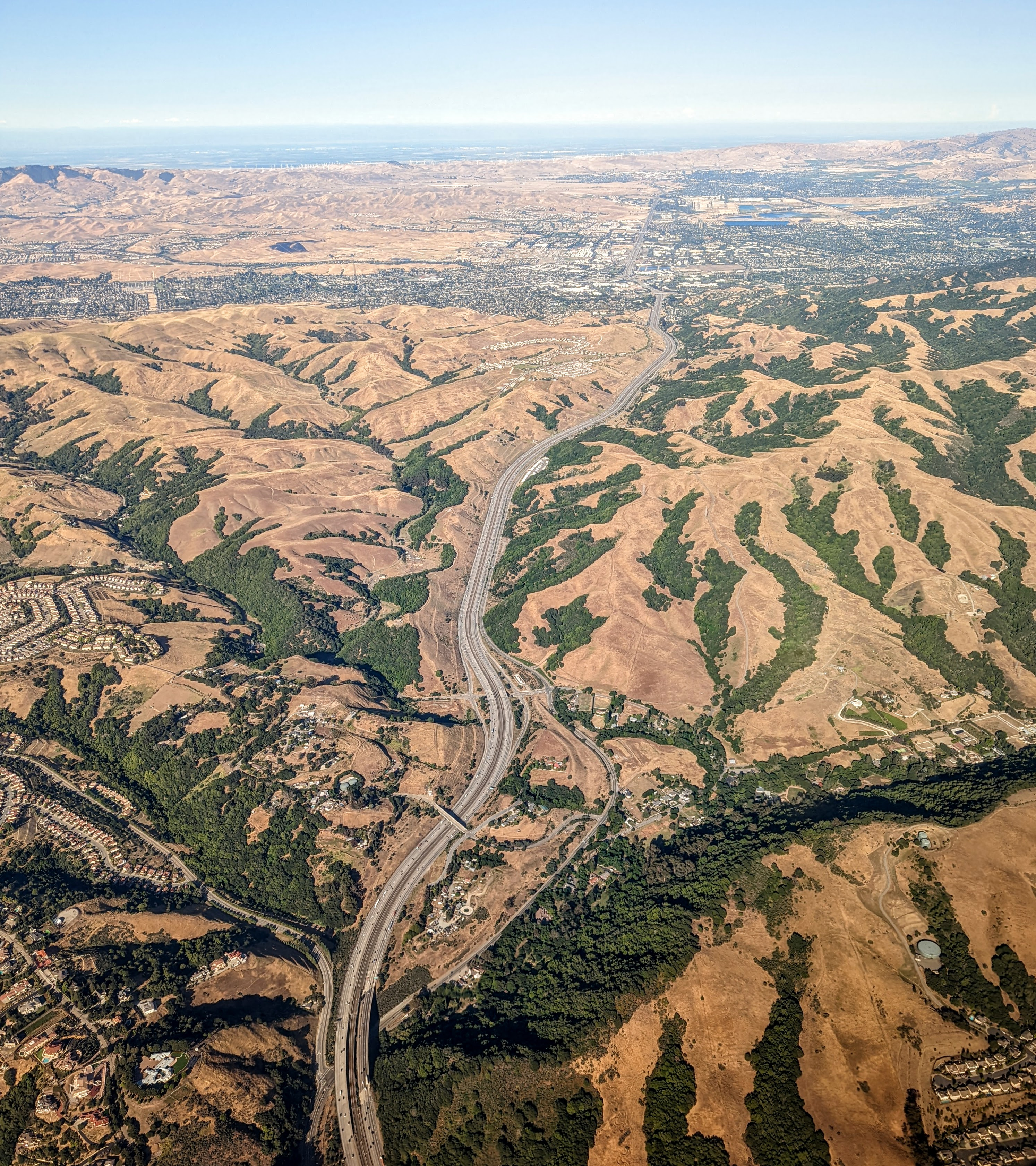
Vue aérienne vers l'est au-dessus de Castro Valley.

Le terminus ouest de l'I-580 se situe à environ 10 miles (16 km) au nord de San Francisco dans la ville de San Rafael, à la jonction avec la US 101. L'autoroute se dirige à l'est jusqu'au Pont de Richmond–San Rafael lequel traverse la Baie de San Francisco. L'I-580 entre dans les limites de la ville de Richmond dans le comté de Contra Costa et atteint l'I-80 à Albany.
Après avoir rejoint l'I-80, l'I-580 se dirige au sud en multiplex à sens inverse avec celle-ci pour quelques miles. Ce segment est particulier : alors que l'I-580 se dirige vers l'est, l'I-80 va plutôt en direction ouest, et vice-versa. Au nord d'Oakland, l'I-580 se sépare de l'I-80. Elle traverse Oakland et San Leandro jusqu'à Castro Valley.
À Castro Valley, l'I-580 bifurque vers l'est en direction de Dublin Canyon avant de descendre dans les villes de Dublin et de Pleasanton en croisant l'I-680. Après avoir passé par Livermore, l'autoroute entre dans le Col d'Altamont. La route émerge dans la Vallée Centrale à l'ouest de Tracy où, après avoir rencontré l'I-205, elle s'oriente vers le sud-est et se termine après avoir atteint l'I-5 au sud de Tracy.
L'I-580 à travers le col d'Altamont est un lien majeur de traversée de la Chaîne Diablo, reliant la Vallée Centrale à la Région de la Baie ainsi qu'une route majeure vers le sud de la Californie. L'I-580 est la seule route traversant la Chaîne Diablo, ce qui en fait la route la plus sûre à travers les montagnes.

## Liste des sorties
| Interstate 580                                                            |                                              |       |        |                                                     |                                                                          | |
| Comté                                                                     | Municipalité                                 | mi    | km     | Sortie                                              | Intersections / Destinations                                             | Notes |
| Marin                                                                     | San Rafael                                   | 0,00  | 0,00   | 1A                                                  | US 101 nord – San Rafael, Santa Rosa                                     | Sortie direction ouest, entrée direction est; terminus ouest de l'I-580                                       |
| Marin                                                                     | San Rafael                                   | 0,00  | 0,00   | 1B                                                  | San Francisco Boulevard vers US 101 – San Francisco                      | Indiqué sortie 1 en direction est                                                                             |
| Marin                                                                     | San Rafael                                   | 1,49  | 2,40   | 2A                                                  | Sir Francis Drake Boulevard sud vers US 101                              | Sortie direction ouest, entrée direction est                                                                  |
| Marin                                                                     | San Rafael                                   | 2,15  | 3,46   | 2B                                                  | Francisco Boulevard – San Quentin                                        | Indiqué sortie 2 en direction est                                                                             |
| Baie de San Francisco                                                     | Baie de San Francisco                        | 4,78  | 7,69   | Pont Richmond-San Rafael (péage en direction ouest) | Pont Richmond-San Rafael (péage en direction ouest)                      | Pont Richmond-San Rafael (péage en direction ouest)                                                           |
| Contra Costa                                                              | Richmond                                     | 6,56  | 10,56  | 7A                                                  | Stenmark Drive – Point Molate                                            | Pas de sortie en direction est                                                                                |
| Contra Costa                                                              | Richmond                                     | 7,46  | 12,01  | 7B                                                  | Richmond Parkway vers I-80 est – Port Richmond, Sacramento               | Indiqué sortie 7 en direction est                                                                             |
| Contra Costa                                                              | Richmond                                     | 7,93  | 12,76  | 8                                                   | Canal Boulevard, Garrard Boulevard                                       | |
| Contra Costa                                                              | Richmond                                     | 8,97  | 14,44  | 9                                                   | Cutting Boulevard, Harbour Way                                           | Indiqué sortie 9A (Cutting Boulevard, Harbour Way sud) et 9B (Harbour Way nord) en direction ouest            |
| Contra Costa                                                              | Richmond                                     | 9,68  | 15,58  | 10A                                                 | Marina Bay Parkway, South 23rd Street                                    | |
| Contra Costa                                                              | Richmond                                     | 10,48 | 16,87  | 10B                                                 | Regatta Boulevard                                                        | |
| Contra Costa                                                              | Richmond                                     | 11,31 | 18,20  | 11                                                  | Bayview Avenue                                                           | |
| Contra Costa                                                              | Richmond                                     | 12,28 | 19,76  | 12                                                  | Central Avenue                                                           | |
| Alameda                                                                   | Albany                                       | 13,01 | 20,94  | 13                                                  | Buchanan Street – Albany                                                 | |
| Alameda                                                                   | Albany                                       | 13,31 | 21,42  | —                                                   | I-80 est (Eastshore Freeway) – Vallejo, Sacramento                       | Terminus ouest du multiplex avec I-80; sortie direction ouest, entrée direction est; sortie 13B de l'I-80 est |
| Alameda                                                                   | Berkeley                                     | 14,24 | 22,92  | 12                                                  | Gilman Street                                                            | |
| Alameda                                                                   | Berkeley                                     | 15,07 | 24,25  | 11                                                  | University Avenue – Berkeley                                             | |
| Alameda                                                                   | Berkeley                                     | 16,37 | 26,34  | 10                                                  | SR 13 (en) sud (Ashby Avenue) / Shellmound Street                        | Shellmound Street accessible seulement depuis I-580 ouest / I-80 est                                          |
| Alameda                                                                   | Emeryville                                   | 16,94 | 27,26  | 9                                                   | Powell Street – Emeryville                                               | |
| Alameda                                                                   | Oakland                                      | 18,09 | 29,11  | ♦                                                   | San Francisco (I-80 ouest)                                               | Accès aux HOV seulement via I-80 ouest; sortie direction est, entrée direction ouest                          |
| Alameda                                                                   | Oakland                                      | 18,09 | 29,11  | —                                                   | I-80 Toll ouest (Bay Bridge) – San Francisco                             | Terminus est du multiplex avec I-80                                                                           |
| Alameda                                                                   | Oakland                                      | 18,09 | 29,11  | —                                                   | I-880 sud (Nimitz Freeway) / West Grand Avenue – Alameda, San José       | Sortie direction est, entrée direction ouest; accès à l'Aéroport international d'Oakland                      |
| Alameda                                                                   | Oakland                                      | 18,09 | 29,11  | 19A                                                 | I-80 Toll ouest (Bay Bridge) – San Francisco                             | Sortie direction ouest, entrée direction est                                                                  |
| Alameda                                                                   | Oakland                                      | 19,03 | 30,63  | 19A                                                 | MacArthur Boulevard, San Pablo Avenue                                    | Sortie direction ouest, entrée direction est                                                                  |
| Alameda                                                                   | Oakland                                      | 19,03 | 30,63  | 19B                                                 | West Street, San Pablo Avenue                                            | Sortie direction ouest, entrée direction est                                                                  |
| Alameda                                                                   | Oakland                                      | 19,89 | 32,01  | 19C                                                 | SR 24 (en) est (Grove-Shafter Freeway) – Berkeley, Walnut Creek          | Indiqué sortie 19B en direction est                                                                           |
| Alameda                                                                   | Oakland                                      | 19,89 | 32,01  | 19D                                                 | I-980 ouest (Grove-Schafter Freeway) vers I-880 – Centre-ville d'Oakland | Indiqué sortie 19C en direction est; sortie 2A de l'I-980                                                     |
| Alameda                                                                   | Oakland                                      | 20,23 | 32,56  | 20                                                  | Webster Street, Broadway Auto-Row                                        | Sortie direction est seulement                                                                                |
| Alameda                                                                   | Oakland                                      | 20,76 | 33,41  | 21A                                                 | Harrison Street, Oakland Avenue, MacArthur Boulevard                     | MacArthur Boulevard non-indiqué en direction est; Oakland Avenue non-indiqué en direction ouest               |
| Alameda                                                                   | Oakland                                      | 21,29 | 34,26  | 21B                                                 | Grand Avenue, Lakeshore Avenue                                           | Indiqué sortie 21B (Grand Avenue) et 22A (Lakeshore Avenue) en direction ouest                                |
| Alameda                                                                   | Oakland                                      | 22,37 | 36,00  | 22B                                                 | Park Boulevard, 14th Avenue                                              | Indiqué sortie 22 en direction est                                                                            |
| Alameda                                                                   | Oakland                                      | 23,47 | 37,77  | 23                                                  | Fruitvale Avenue, Coolidge Avenue                                        | Indiqué sortie 24 en direction ouest                                                                          |
| Alameda                                                                   | Oakland                                      | 23,75 | 38,22  | 24                                                  | 35th Avenue                                                              | Sortie direction est, entrée direction ouest                                                                  |
| Alameda                                                                   | Oakland                                      | 24,82 | 39,94  | 25                                                  | MacArthur Boulevard, High Street                                         | Indiqué sortie 25A (High Street) et 25B (MacArthur Boulevard) en direction est                                |
| Alameda                                                                   | Oakland                                      | 25,82 | 41,55  | 26                                                  | SR 13 (en) nord (Warren Freeway) / Seminary Avenue – Berkeley            | Indiqué sortie 26A (SR 13) et 26B (Seminary Avenue) en direction ouest                                        |
| Alameda                                                                   | Oakland                                      | 26,75 | 43,05  | 27A                                                 | Edwards Avenue                                                           | Sortie direction est, entrée direction ouest                                                                  |
| Alameda                                                                   | Oakland                                      | 27,26 | 43,87  | 27B                                                 | Keller Avenue, Mountain Boulevard                                        | Indiqué sortie 27 en direction ouest                                                                          |
| Alameda                                                                   | Oakland                                      | 28,72 | 46,22  | 29A                                                 | Golf Links Road, 98th Avenue                                             | Indiqué sortie 29 en direction ouest                                                                          |
| Alameda                                                                   | Oakland                                      | 30,01 | 48,30  | 29B                                                 | 106th Avenue, Foothill Boulevard                                         | Sortie direction est, entrée direction ouest                                                                  |
| Alameda                                                                   | Limite Oakland–San Leandro                   | 30,01 | 48,30  | 30                                                  | MacArthur Boulevard, Foothill Boulevard                                  | Sortie direction ouest, entrée direction est                                                                  |
| Alameda                                                                   | Limite Oakland–San Leandro                   | 38,58 | 49,21  | 31A                                                 | Dutton Avenue, Estudillo Avenue – Centre-ville de San Leandro            | Indiqué sortie 31 en direction est                                                                            |
| Alameda                                                                   | San Leandro                                  | 31,12 | 50,08  | 31B                                                 | Grand Avenue – Centre-ville de San Leandro                               | Sortie direction est, entrée direction ouest                                                                  |
| Alameda                                                                   | San Leandro                                  | 31,63 | 50,90  | 32A                                                 | Benedict Drive                                                           | Sortie direction ouest seulement                                                                              |
| Alameda                                                                   | San Leandro                                  | 32,21 | 51,84  | 32B                                                 | 150th Avenue, Fairmont Drive                                             | Indiqué sortie 32 en direction est                                                                            |
| Alameda                                                                   | San Leandro                                  | 33,34 | 53,66  | 33                                                  | 164th Avenue, Miramar Avenue, Carolyn Street                             | Carolyn Street non-indiqué en direction est; Miramar Avenue non-indiqué en direction ouest                    |
| Alameda                                                                   | Castro Valley                                | 34,25 | 55,12  | 34                                                  | SR 238 sud – Hayward                                                     | Pas de sortie en direction ouest                                                                              |
| Alameda                                                                   | Castro Valley                                | 34,25 | 55,12  | 34                                                  | I-238 nord vers I-880                                                    | Sortie 14 de l'I-238                                                                                          |
| Alameda                                                                   | Castro Valley                                | 34,72 | 55,88  | 35                                                  | Strobridge Avenue                                                        | |
| Alameda                                                                   | Castro Valley                                | 35,58 | 57,26  | 36                                                  | Redwood Road – Castro Valley                                             | |
| Alameda                                                                   | Castro Valley                                | 36,53 | 58,79  | 37                                                  | Grove Way, Crow Canyon Road                                              | Indication direction est                                                                                      |
| Alameda                                                                   | Castro Valley                                | 36,53 | 58,79  | 37                                                  | Castro Valley Boulevard                                                  | Indication direction ouest                                                                                    |
| Alameda                                                                   | Castro Valley                                | 38,71 | 62,30  | 39                                                  | Eden Canyon Road, Palomares Road                                         | |
| Alameda                                                                   | Limite Pleasanton–Dublin                     | 44,61 | 71,79  | 44A                                                 | San Ramon Road, Foothill Road – Dublin                                   | |
| Alameda                                                                   | Limite Pleasanton–Dublin                     | 44,21 | 71,15  | —                                                   | Voies express de l'I-580 ouest                                           | Terminus ouest des Voies express en direction ouest                                                           |
| Alameda                                                                   | Limite Pleasanton–Dublin                     | 44,21 | 71,15  | 44B                                                 | I-680 – Sacramento, San José                                             | Sortie 30A-B de l'I-680                                                                                       |
| Alameda                                                                   | Limite Pleasanton–Dublin                     | 45,08 | 72,55  | 45                                                  | Hopyard Road, Dougherty Road                                             | |
| Alameda                                                                   | Limite Pleasanton–Dublin                     | 46,12 | 74,22  | 46                                                  | Hacienda Drive, Dublin Boulevard                                         | |
| Alameda                                                                   | Limite Pleasanton–Dublin                     | 46,12 | 74,22  | —                                                   | Voies express de l'I-580 est                                             | Terminus ouest des Voies express en direction est                                                             |
| Alameda                                                                   | Limite Pleasanton–Dublin                     | 46,99 | 75,62  | 47                                                  | Santa Rita Road, Tassajara Road                                          | |
| Alameda                                                                   | Dublin                                       | 48,24 | 77,63  | 48                                                  | El Charro Road, Fallon Road                                              | |
| Alameda                                                                   | Livermore                                    | 49,97 | 80,42  | 50                                                  | Airway Boulevard, Collier Canyon Road                                    | |
| Alameda                                                                   | Livermore                                    | 50,84 | 81,82  | 51                                                  | SR 84 (en) (Isabel Avenue) / Portola Avenue                              | |
| Alameda                                                                   | Livermore                                    | 52,41 | 84,35  | 52                                                  | North Livermore Avenue – Centre-ville de Livermore                       | |
| Alameda                                                                   | Livermore                                    | 54,25 | 87,31  | 54                                                  | First Street, Springtown Boulevard                                       | |
| Alameda                                                                   | Livermore                                    | 55,26 | 88,93  | 55                                                  | Vasco Road – Brentwood                                                   | |
| Alameda                                                                   | Livermore                                    | 55,80 | 89,80  | —                                                   | Voies express de l'I-580                                                 | Terminus est des voies express                                                                                |
| Alameda                                                                   | Livermore                                    | 56,68 | 91,22  | 57                                                  | North Greenville Road, Altamont Pass Road, Laughlin Road                 | |
| Alameda                                                                   |                                              | 58,99 | 94,94  | 59                                                  | North Flynn Road                                                         | |
| Alameda                                                                   | Col d'Altamont, altitude 1 009 pieds (308 m) | 58,99 | 94,94  |                                                     |                                                                          | |
| Alameda                                                                   |                                              | 63,49 | 102,18 | 63                                                  | Grant Line Road – Byron                                                  | |
| Alameda                                                                   |                                              | 64,84 | 104,35 | 65                                                  | I-205 est vers I-5 nord – Tracy, Stockton                                | Sortie direction est, entrée direction ouest                                                                  |
| Alameda                                                                   |                                              | 64,84 | 104,35 | —                                                   | I-580 Truck ouest / Grant Line Road                                      | Voie de contournement en direction ouest pour camions                                                         |
| San Joaquin                                                               |                                              | 66,99 | 107,81 | 67                                                  | International Parkway, Patterson Pass Road                               | |
| San Joaquin                                                               | Tracy                                        | 72,38 | 116,48 | 72                                                  | Corral Hollow Road                                                       | |
| San Joaquin                                                               |                                              | 76,01 | 122,33 | 76                                                  | SR 132 (en) est – Modesto                                                | Indication direction est                                                                                      |
| San Joaquin                                                               |                                              | 76,01 | 122,33 | 76                                                  | Chrisman Road vers SR 132 (en) est – Tracy, Modesto                      | Indication direction ouest                                                                                    |
| San Joaquin                                                               |                                              | 81,12 | 130,55 | —                                                   | I-5 sud – Fresno, Los Angeles                                            | Sortie direction est, entrée direction ouest; terminus est de l'I-580; sortie 446 de l'I-5 nord               |
| - Terminus de multiplex - Péage - Accès incomplet - Accès réservé aux HOV |                                              |       |        |                                                     |                                                                          | |